# PFK Litex Loveci
PFC Litex Lovech (bulgară ПФК Литекс (Ловеч)) este un club de fotbal din Loveci, Bulgaria. Echipa susține meciurile de acasă pe Stadionul Loveci care are o capacitate de 7.050 de locuri.

## Palmares
A PFG:
- Campioni (4) – 1997–98, 1998–99, 2009–10, 2010-2011

Cupa Bulgariei:
- Câștigători (4) – 2001, 2004, 2008, 2009
- Locul doi (3) – 1999, 2003, 2007

Cupa Ligii Bulgariei:
- Locul doi (1) – 1997

Supercupa Bulgariei
- Locul doi (4) – 2004, 2007, 2008 , 2009

Norcia Winter Cup
- Câștigători (1) – 2001

## Fotbaliști notabili
Bulgaria
- Georgi Denev
- Petar Hubchev
- Radostin Kișișev
- Dimcho Beliakov
- Stefan Yurukov
- Svetoslav Todorov
- Rosen Kirilov
- Zoran Janković
- Zlatomir Zagorcic
- Stoicho Stoilov
- Stefan Kolev
- Hristo Iovov
- Jivko Jelev
- Zdravko Zdravkov
- Ivailo Petkov
- Stanislav Manolev

 România
- Eugen Trică
- Valeriu Răchită
- Florin Prunea
- Bogdan Pătrașcu
- Laurențiu Reghecampf

 Slovenia
- Milivoje Novakovič